# Vulcăneasa, Vrancea
Vulcăneasa este un sat în comuna Mera din județul Vrancea, Muntenia, România.
 Acest articol despre o localitate din județul Vrancea este deocamdată un ciot. Puteți ajuta Wikipedia prin completarea lui.